# Cap sur l'Armageddon
Cap sur l'Armageddon (titre original : Off Armageddon Reef) est un roman de science-fiction de l'écrivain David Weber paru en 2007 aux États-Unis,. Il est le premier livre de la série Sanctuaire.

## Résumé
Les humains, après 40 ans de luttes, sont sur le point d’être exterminés par les Gbabas. Ces derniers, dont la technologie n’a pas évolué depuis des millénaires, anéantissent toutes les civilisations qu’ils rencontrent. Au cours de ce combat, les humains accélèrent leur développement technologique et rattrapent les Gbabas : il aurait suffi aux humains de quelques années supplémentaires pour éviter l'extermination sur leur planète, voire permettre une victoire.
Afin de préserver l’espèce humaine, une dernière mission désespérée est lancée : une flotte coloniale parvient par la ruse à échapper à la surveillance des Gbabas. Après plus de 10 ans en hyperespace et à plusieurs milliers d’années-lumière de la Terre, une colonie est établie sur la planète Sanctuaire (en anglais : Safehold). Le plan initial prévoyait que pendant le voyage les huit millions de colons soient conditionnés pour oublier toute technologie sophistiquée (car les Gbabas sont capables de suivre les signaux émis par les technologies avancées), mais ils devaient se souvenir des Gbabas. Or, pendant la terraformation de la planète menée par la spécialiste Shanwei, l’administrateur en chef Langhorne, aidé du Dr Bédard, a modifié le conditionnement en excluant toute science dont les mathématiques et en élaborant une religion répressive en matière de savoir et de technique. Ainsi, lorsque les colons se réveillent, ils croient êtres les premiers humains créés par un dieu, dont les anges sont les membres du commandement de la mission, dirigés par des archanges dont le chef est Langhorne. Toutefois, une partie du commandement mené par l'amiral Pei refuse cela, ils veulent que les colons se souviennent de la lutte contre les Gbabas et pourquoi ils ont renoncé à la technologie avancée. Son amie Shanwei a créé une enclave nommée Alexandrie sur un continent où n’ont pas été détruites les archives. Elle mène la lutte ouverte tandis que Pei feint de rester neutre. Langhorne déclenche un bombardement cinétique depuis un système militaire de surveillance orbitale qui annihile la colonie d'Alexandrie.
Nimue Alban, ancienne officier tactique de la flotte terrienne, se réveille 750 ans plus tard. En réalité, elle est un androïde devenu l'avatar cybernétique de Nimue, doté de sa personnalité et de ses souvenirs jusqu'à la veille de la mission de sauvetage de l'humanité. Un enregistrement de Pei lui raconte ladite mission, l’histoire de la création de la colonie et la trahison de Langhorne. Le plan initial était de maintenir la civilisation à un stade préélectrique pendant 3 ou 4 siècles pour éviter tout repérage par les Gbabas à la recherche de la mission. Néanmoins, l'histoire de la guerre contre eux serait préservée, le développement reprendrait une fois le danger principal passé, et quelques vaisseaux entièrement désactivés seraient à la disposition de leurs descendants dès lors qu’ils relanceraient un programme d’exploration interstellaire permettant de vaincre les Gbabas. Mais Langhorne et ses partisans ont détruit Alexandrie.
Cependant, Pei et ses amis ont réussi à cacher Nimue dans une base secrète avec de la technologie avancée dont de l'armement, des drones d'espionnage et un assistant IA. Elle est libre de lutter pour renverser les plans de Langhorne et aider l’humanité en vue de la rencontre inévitable avec les Gbabas, ou de renoncer. Nimue découvre que l’Église est devenue toute puissante, très riche et qu’elle peut défaire les princes et les rois qui règnent sur Sanctuaire. Elle apprend également que les armes cinétiques qui ont annihilé Alexandrie et ses alentours, créant ainsi les récifs d’Armageddon, sont toujours prêtes à détruire toute activité technologique dépassant un certain degré. Cependant, Pei a par la suite éliminé Langhorne et la plupart de ses partisans.
Elle décide d’intervenir, se transforme en homme, augmente sa vitesse de réaction et apprend le maniement des armes blanches. Elle prend le nom de Merlin et rejoint le Royaume insulaire de Charis qui, grâce à sa flotte, son commerce et la politique libérale de son roi Haarahld est très prospère mais suscite la jalousie de ses voisins et de l’Église. Merlin sauve Cayleb, fils du roi, d’une tentative d’assassinat commanditée par le prince d’Emeraude. Il justifie son intervention en se faisant passer pour un seijin, moine-guerrier mythique possédant des dons plus ou moins surnaturels, dont de supposées visions. Par la suite, Merlin rencontre le roi et lui offre ses services pour que Charis développe son plein potentiel.
Le comte de Havre-Gris, président du conseil privé du roi, et le baron du Tonnerre-du Ressac, chef des services secrets, sont informés par le roi que Merlin devient le garde personnel de Cayleb. Il sera ainsi en permanence proche du roi et de son fils pour les conseiller. Le cousin de Haarahld qui a organisé l’attaque contre Cayleb et qui complote contre le roi est démasqué par Merlin et Havre-Gris, son beau-père, qui le tue. Merlin introduit les chiffres arabes et le boulier, il modernise la production de la poudre noire, les canons et les mousquets, les navires à voiles, industrialise la production textile.
L’Église dont le siège est à Sion dans les Terres du Temple s’inquiète des nouveautés introduites à Charis et de sa richesse, bien qu'elles ne transgressent pas ses interdits. Plus particulièrement, le groupe des quatre, des vicaires haut placés dans la hiérarchie, décide de détruire le royaume de Charis. Ils incitent le prince Hektor de Corisande, le prince Nahrmahn d’Emeraude, le roi Gorjah de Tarot, le roi Rahnyld de Dohlar à attaquer conjointement Charis et obligent la reine Sharleyan de Chisholm à se joindre à eux. Les flottes de Dohlar et de Tarot forment la Force sud et celles de Corisande, d’Emeraude et de Chisholm la Force nord. Merlin informe Haarahld du départ et des positions des ennemis grâce à ses micro-espions. Haarahld décide que son fils attaquera la Force sud avec ses galions et que lui avec les galères attendra l’autre Force.
Alors que la Force nord fait des manœuvres tactiques pour intégrer les 3 flottes, Haarahld tend un piège à son avant-garde et détruit 10 galères ennemies. À la même époque, les 30 galions de Cayleb attaquent les 150 galères de la Force sud au large des récifs de l’Armageddon, là où l’ennemi ne les attend pas. Grâce à leur supériorité d'armement et aux nouveautés tactiques ainsi permises, ils pulvérisent leurs ennemis, brûlent les dernières galères qui se sont rendues sauf une et permettent aux ennemis de débarquer sur une île en attendant les secours. Cayleb, qui n’a perdu que 2 galions et une goélette, fait route vers le nord pour rejoindre son père qui dispose de 76 galères contre les 180 de la Force nord. Merlin informe Cayleb que Haarahld risque d’être attaqué plus tôt que prévu. Cayleb lui demande d’avertir le roi et apprend que les archanges n’étaient que des hommes et que les prescriptions de l’Église sont des mensonges. Haarahld parvient à éviter la Force nord le temps que Cayleb arrive puis la bataille s’engage. Haarahld est tué en sauvant la vie d’un jeune garde-marine. La Force nord est anéantie, seules 17 galères ont pu s’échapper. Sur les 350 navires de guerre envoyés par le groupe des quatre, moins de 30 ont pu s’échapper.
Cayleb devenu roi, propose à la reine Sharleyan de Chisholm une relation plus étroite entre les deux nations.